# Ivo Puhonny
Ivo Puhonny (* 19. Juli 1876 in Baden-Baden; † 6. Februar 1940 in Stuttgart) war ein deutscher Grafiker und Puppenspieler. Sein Vater war der renommierte Landschaftsmaler Victor Puhonny. Einen Namen machte sich Ivo Puhonny vor allem durch seine Werbe- und Gebrauchsgrafik und durch seine Gründung des Baden-Badener Künstler-Marionettentheaters im Jahre 1911.

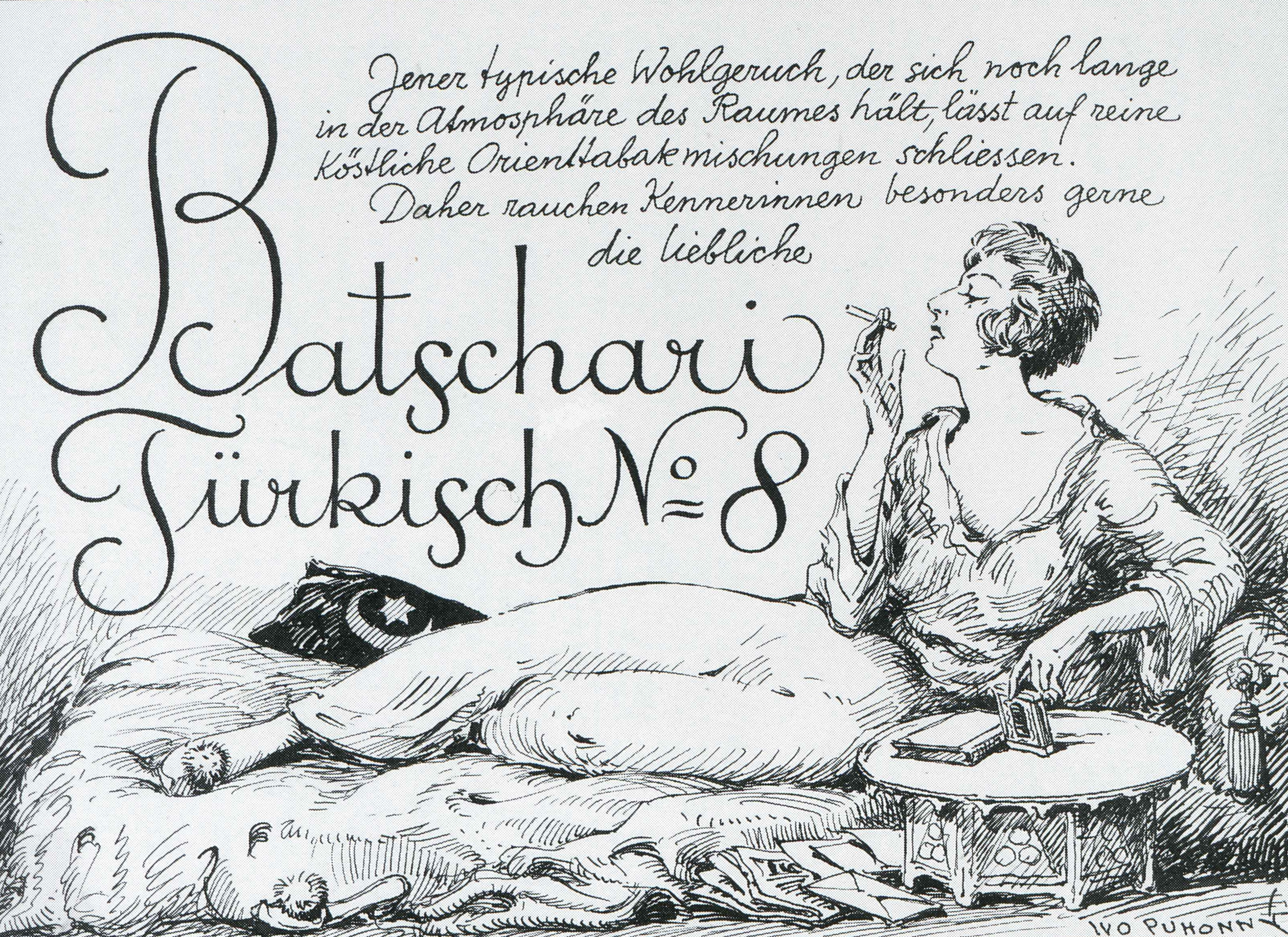
Federzeichnung von 1922

## Leben und Werk

### Grafik und Malerei
Puhonny studierte von 1896 bis 1899 an der Akademie der Bildenden Künste in Karlsruhe bei Robert Poetzelberger und reiste im Alter von 24 Jahren nach Paris, um dort seine grafischen Talente zu festigen und zu vertiefen. Reisen nach Ostasien mit Kenntnisse vor allem japanischer Kunst und Kultur beeinflusste ihn bis ins Alter. Das Vorbild des Werbe- und Plakatmalers Henri de Toulouse-Lautrec begründete seinen Wunsch, sich der Werbe- und Gebrauchsgrafik zu widmen.

Im Jahr 1902 begann er seine Tätigkeit als freiberuflicher Gebrauchsgraphiker in seinem Elternhaus in Baden-Baden. Bald entwarf er für ortsansässige Hotels und Firmen das Erscheinungsfeld, vom Briefpapier über Zeitungsanzeigen bis zum Werbeplakat. 

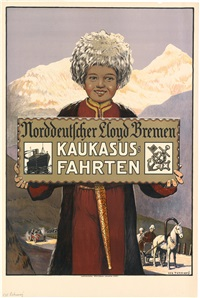
Werbeplakat von I. Puhonny

Es folgten Aufträge von Fremdenverkehrsinstitutionen. Puhonnys Ansehen als Künstler wuchs schnell. Nachdem er sich an Wettbewerben beteiligt hatte, gehörten bald große überregionale Firmen wie Sunlicht, Meßmer-Tee, die Sektkellerei Kupferberg oder der Norddeutsche Lloyd Bremen zu seinen Auftraggebern. Für Palmin entwarf er neben Anzeigen Bilderbögen, die in hoher Auflage vertrieben wurden.
Sein wichtigster Auftraggeber war die Cigarettenfabrik A. Batschari. Sie verhalf ihm bis etwa 1930 zu einem geregelten Einkommen. Zu seinen Aufgaben gehörte das Entwerfen von neuen Zigarettenmarken der Firma – bis hin zum Entwickeln der gesamten Werbestrategie – einschließlich von Verpackungsmaterial und dem Erscheinungsbild von Verkaufsständen.
Ivo Puhonny entwarf Illustrationen für zahlreiche Bücher (siehe Liste unten). In kleinen Auflagen entstanden außerdem zahlreiche Ex Libris als Lithographien sowie – seltener – Besuchskarten als Radierungen. Dabei zeigte sich ein deutlicher Einfluss des Jugendstils.
Zu seinen besonders großflächigen Arbeiten als Kunstmaler gehörte die Innengestaltung der Räumlichkeiten des Baden-Badener Hotels Stephanie.

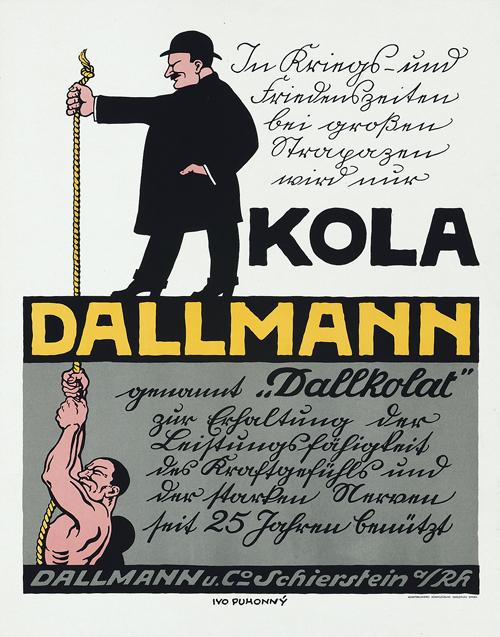
Plakat für die Firma Dallmann & Co. aus dem Jahr 1914
Kunstdruckerei Künstlerbund Karlsruhe

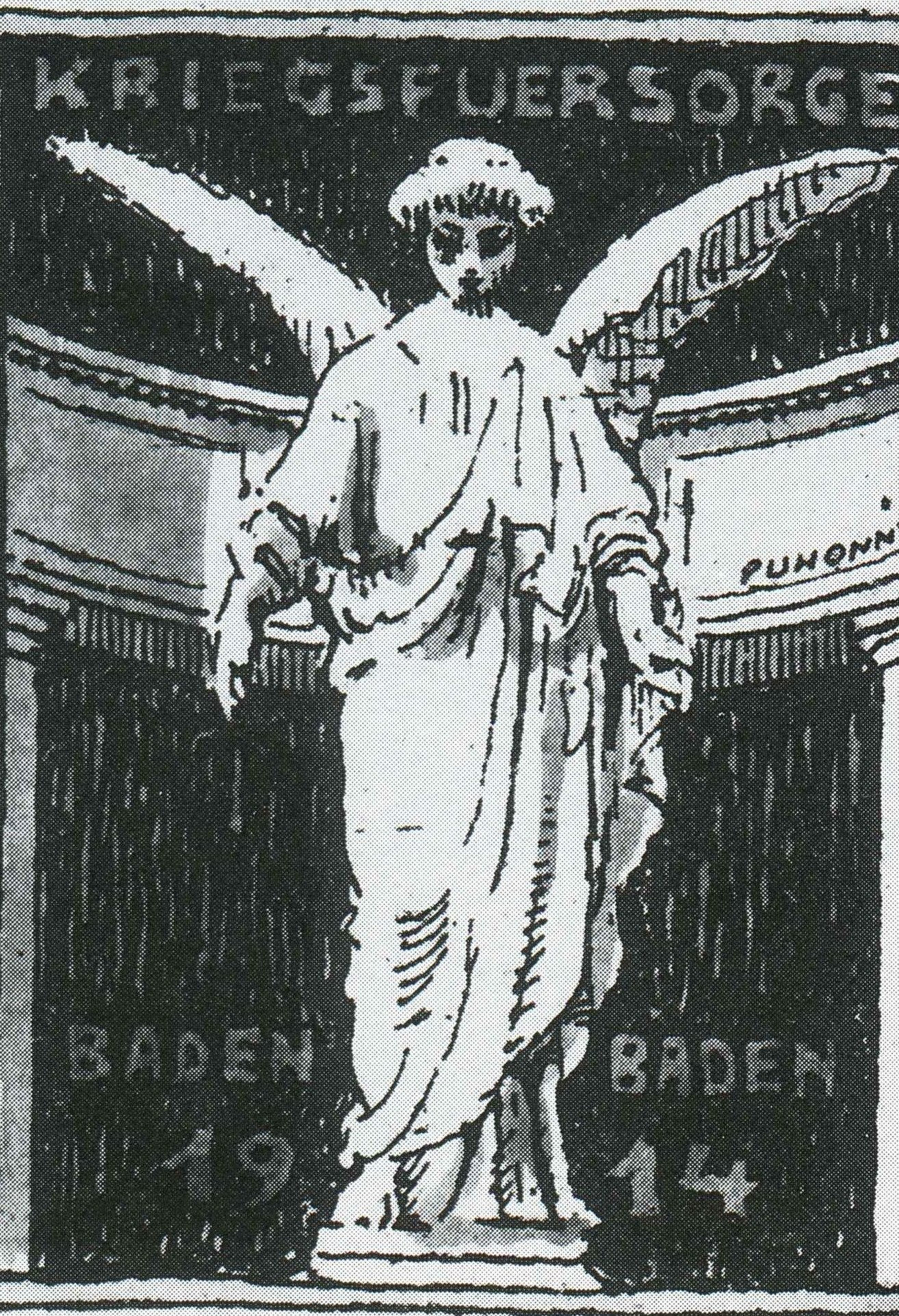
Werbung für die Kriegsfürsorge

1914 beauftragte die Stadt Baden-Baden ihn mit dem Entwurf für zehn Werbemarken für die Kriegsfürsorge. Seine Federzeichnungen von Friedenssymbolen hierzu sind in einfacher, einprägsamer Bildsprache gehalten.
In den Zwanzigerjahren – in Zeiten der großen Inflation – bekam Ivo Puhonny den Auftrag, einen Entwurf für Notgeld für die badische Region zu schaffen.
Sein gebrauchsgrafischer Nachlass befindet sich im Museum für Kunst und Gewerbe Hamburg. Es handelt sich um 600 verschiedene Blätter – Zeichnungen, Lithographien und Andrucke. Sie geben einen Einblick in die vielfältige Tätigkeit eines Graphikdesigners im ersten Drittel des 20. Jahrhunderts.

### Puppenspiel
Wie viele Künstler seiner Zeit war Puhonny ein Freund des Puppen- und Marionettenspiels, doch bei Puhonny ging diese Freundschaft über die passive Bewunderung hinaus. 1911 gründete er nach dem Vorbild des Münchner Marionettentheaters des Josef Leonhard Schmid (Münchens berühmter „Papa Schmid“) sein Baden-Badener Künstler-Marionettentheater. Puhonny selbst entwarf und schnitzte die Figuren, seine Frau Linda kreierte die Kostüme, und beide gemeinsam zeichneten für die bühnenbildnerische Ausstattung verantwortlich. Einige seiner Stücke – etwa seine Version des Faust – erschienen im Druck und wurden von anderen Puppenspielern nachgespielt. Zur Winterzeit verließ Puhonny sein stationäres Theater und ging mit anspruchsvollen Aufführungen erfolgreich auf Gastspielreisen.
Größere Teile seines puppenspielerischen Nachlasses befinden sich heute in der Puppentheatersammlung des Münchner Stadtarchivs.

### Privatleben

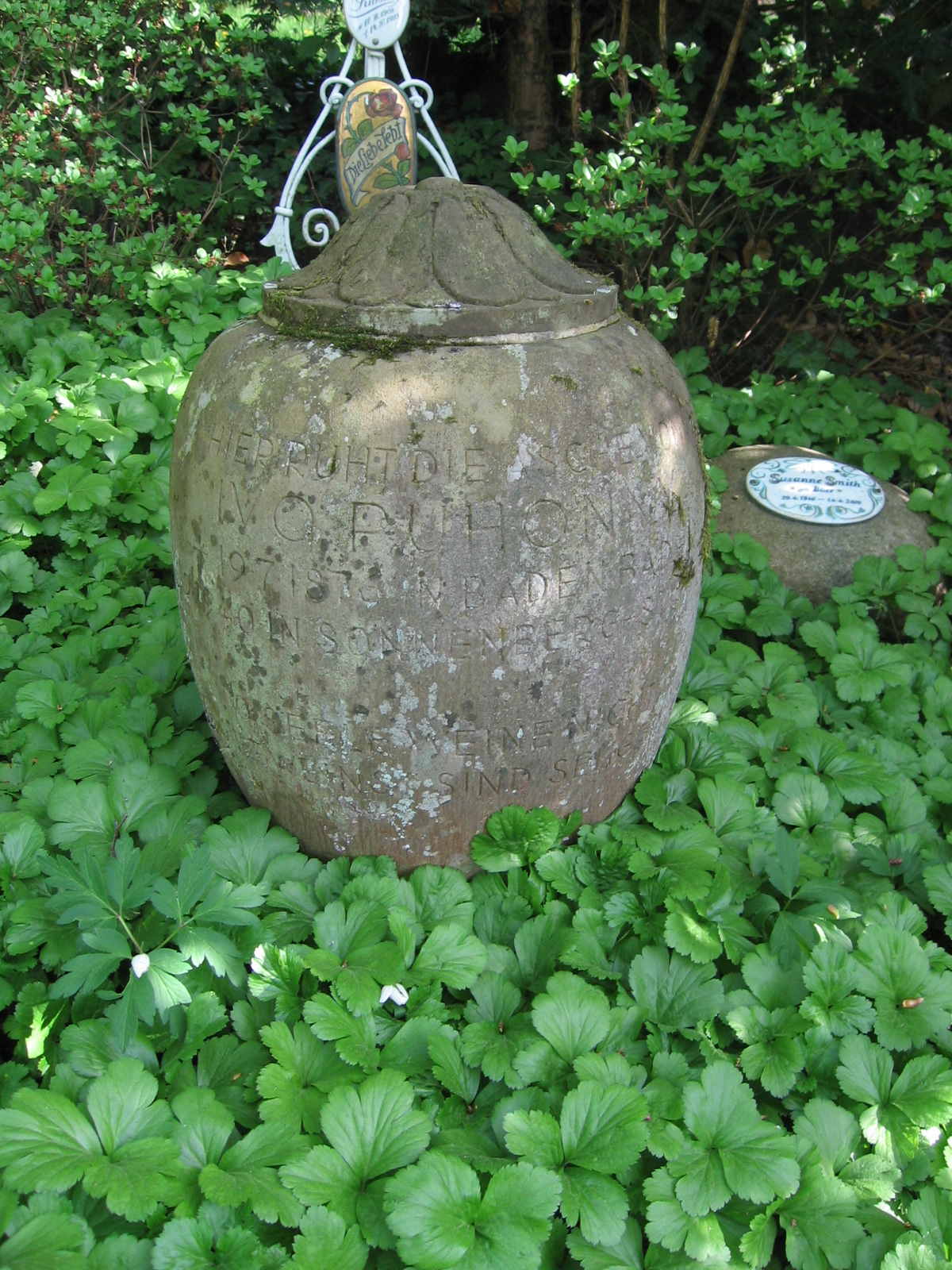
Ivo Puhonnys Urnengrab auf dem Friedhof in Baden-Baden

Seit 1905 war Puhonny mit seiner Jugendliebe Linda, geborene Stollreither (* 16. Mai 1882; † 3. März 1961), verheiratet, mit der er zwei Töchter, Eva und Doris, hatte. Doris – später verheiratet mit dem Illustrator Friedrich Böer – arbeitete auch selbst als Künstlerin.
Zu seinem Freundeskreis gehörten die Künstler und Literaten Else Lasker-Schüler, Otto Flake, Klabund, Emil Orlik, Renée Sintenis, Carl Sternheim und Emil Rudolf Weiß.
Die Familie Puhonny lebte in bescheidenen Verhältnissen. Puhonny war durch verschiedene Erlebnisse und Eindrücke während des Ersten Weltkrieges traumatisiert und neigte zu zeitweise schlimmen Depressionen. Dennoch wandte er sich nach dem Krieg wieder dem humorvollen Marionettenspiel zu und begleitete künstlerisch auch die Baden-Badener Fastnacht.
Der aufkommende Nationalsozialismus irritierte Puhonny zutiefst. Jüdische Freunde verließen das Land oder töteten sich selbst, was die depressive Neigung Puhonnys zusätzlich belastete. Sein fremdländisch klingender Name und der sozialkritische Tenor vieler seiner grafischen Arbeiten führten dazu, dass Puhonnys Kunst zunehmend ins Abseits geriet. Zu den verbotenen oder offiziell als „entartet“ gescholtenen Künstlern gehörte er aber nicht.
Puhonny starb – schon länger gesundheitlich angeschlagen – am 6. Februar 1940 nach einem Schlaganfall in einem Sanatorium in Stuttgart-Möhringen.

## Buchpublikationen (Auswahl)
- Neundörfer, Ludwig: Heidelberg wie es war und wie es ist, Essen 1936. Titel- und Textillustrationen von Puhonny
- Holle, Luise: Türk & Pabst's Kochrezepte für die feine und bürgerliche Küche, Frankfurt / Main o. J. (um 1925). Einbandillustration von Puhonny
- Otto Flake: Christa (Kinderroman), Berlin 1931. Titelvignette von Puhonny